# Le Fort Blanc
Le Fort Blanc is een gemeentelijk monument aan de Emmalaan in Baarn in de provincie Utrecht. Het huis staat in de villawijk Wilhelminapark die onderdeel is van het rijksbeschermd dorpsgezicht Prins Hendrikpark e.o..
In 1911 ontwierp architect Jan Baanders Sr. het huis van twee haaks op elkaar staande delen voor J. Kerbert-Wunder. De muren op de begane grond zijn van schoon metselwerk, de verdieping is wit geschilderd.
De inpandige portiek bevindt zich in de rechter gevel. Boven de met zuilen en glas-in-lood zijlichten van deze portiek zit een oeil-de-boeuf.